# Alarm staroměstských hasičů
Alarm staroměstských hasičů je krátkometrážní, český dokumentární film Jana Kříženeckého z roku 1898. Snímek byl poprvé promítán v programu Českého kinematografu na Výstavě architektury a inženýrství. Film byl natočen původní kamerou bratrů Lumiérů.

## Obsah filmu
Na asi minutovém snímku jede hasičský vůz k požáru.